# 8428 Okiko
8428 Okiko este un asteroid din centura principală de asteroizi.

## Descriere
8428 Okiko este un asteroid din centura principală de asteroizi. A fost descoperit pe 3 noiembrie 1997 la Geisei de Tsutomu Seki. El prezintă o orbită caracterizată de o semiaxă mare de 2,38 ua, o excentricitate de 0,18 și o înclinație de 1,6° în raport cu ecliptica.